# Isotopen van copernicium
Het chemisch element copernicium (Cn), met een atoommassa van ongeveer 277 u, bezit geen stabiele isotopen en wordt dus geclassificeerd als radioactief element. De 6 radio-isotopen zijn onstabiel en hebben een relatief korte halfwaardetijd (de meeste minder dan een seconde).
In de natuur komt geen copernicium voor: alle isotopen zijn synthetisch bereid in een laboratorium. De eerste synthetische isotoop was 277Cn, in 1996.
De kortstlevende isotoop van copernicium is 277Cn, met een halfwaardetijd van ongeveer 1,1 milliseconden. De langstlevende is 283Cn, met een halfwaardetijd van 4,2 minuten.

## Overzicht
| Nuclide | Z (p)             | N (n)             | Isotopische massa (u) | Halveringstijd | Radioactief verval                                                                 | Kernspin |
| Nuclide | Excitatie-energie | Excitatie-energie | Excitatie-energie     | Halveringstijd | Radioactief verval                                                                 | Kernspin |
| ------- | ----------------- | ----------------- | --------------------- | -------------- | ---------------------------------------------------------------------------------- | -------- |
| 277Cn   | 112               | 165               | 277,16394(14)         | 1,1(7) ms      | {\displaystyle {\ce {{^{277}_{112}Cn}->{^{273}_{110}Ds}+\,_{2}^{4}\alpha }}}       | 3/2+     |
| 281Cn   | 112               | 169               | 281,16929(106)        | 10 s           | {\displaystyle {\ce {{^{281}_{112}Cn}->{^{277}_{110}Ds}+\,_{2}^{4}\alpha }}}       | 3/2+     |
| 282Cn   | 112               | 170               | 282,16977(76)         | 30 s           | SS                                                                                 | 0+       |
| 283Cn   | 112               | 171               | 283,17179(83)         | 4,2 min        | {\displaystyle {\ce {{^{283}_{112}Cn}->{^{279}_{110}Ds}+\,_{2}^{4}\alpha }}} (80%) |          |
| 283Cn   | 112               | 171               | 283,17179(83)         | 4,2 min        | SS (20%)                                                                           |          |
| 283mCn  |                   |                   |                       | 5 min          | SS                                                                                 |          |
| 284Cn   | 112               | 172               | 284,17238(91)         | 31(18) s       | SS                                                                                 | 0+       |
| 285Cn   | 112               | 173               | 285,17411(78)         | 29 s           | {\displaystyle {\ce {{^{285}_{112}Cn}->{^{281}_{110}Ds}+\,_{2}^{4}\alpha }}}       | 5/2+     |
| 285mCn  |                   |                   |                       | 8,9 min        | {\displaystyle {\ce {{^{285m}_{112}Cn}->{^{281}_{110}Ds}+\,_{2}^{4}\alpha }}}      |          |

## Overzicht van isotopen per element
|             | 1           |             |                                              |                                              |                                              |                                              |                                              |                                              |                                              |                                              |                                              |                                              |    |    |    |    |    | 18 |
| 1           | H           | 2           | Periodiek systeem                            | Periodiek systeem                            | Periodiek systeem                            | Periodiek systeem                            | Periodiek systeem                            | Periodiek systeem                            | Periodiek systeem                            | Periodiek systeem                            | Periodiek systeem                            | Periodiek systeem                            | 13 | 14 | 15 | 16 | 17 | He |
| 2           | Li          | Be          | De links verwijzen naar isotopen per element | De links verwijzen naar isotopen per element | De links verwijzen naar isotopen per element | De links verwijzen naar isotopen per element | De links verwijzen naar isotopen per element | De links verwijzen naar isotopen per element | De links verwijzen naar isotopen per element | De links verwijzen naar isotopen per element | De links verwijzen naar isotopen per element | De links verwijzen naar isotopen per element | B  | C  | N  | O  | F  | Ne |
| 3           | Na          | Mg          | 3                                            | 4                                            | 5                                            | 6                                            | 7                                            | 8                                            | 9                                            | 10                                           | 11                                           | 12                                           | Al | Si | P  | S  | Cl | Ar |
| 4           | K           | Ca          | Sc                                           | Ti                                           | V                                            | Cr                                           | Mn                                           | Fe                                           | Co                                           | Ni                                           | Cu                                           | Zn                                           | Ga | Ge | As | Se | Br | Kr |
| 5           | Rb          | Sr          | Y                                            | Zr                                           | Nb                                           | Mo                                           | Tc                                           | Ru                                           | Rh                                           | Pd                                           | Ag                                           | Cd                                           | In | Sn | Sb | Te | I  | Xe |
| 6           | Cs          | Ba          | ↓                                            | Hf                                           | Ta                                           | W                                            | Re                                           | Os                                           | Ir                                           | Pt                                           | Au                                           | Hg                                           | Tl | Pb | Bi | Po | At | Rn |
| 7           | Fr          | Ra          | ↓↓                                           | Rf                                           | Db                                           | Sg                                           | Bh                                           | Hs                                           | Mt                                           | Ds                                           | Rg                                           | Cn                                           | Nh | Fl | Mc | Lv | Ts | Og |
|             |             |             |                                              |                                              |                                              |                                              |                                              |                                              |                                              |                                              |                                              |                                              |    |    |    |    |    |    |
| Lanthaniden | Lanthaniden | Lanthaniden | La                                           | Ce                                           | Pr                                           | Nd                                           | Pm                                           | Sm                                           | Eu                                           | Gd                                           | Tb                                           | Dy                                           | Ho | Er | Tm | Yb | Lu |    |
| Actiniden   | Actiniden   | Actiniden   | Ac                                           | Th                                           | Pa                                           | U                                            | Np                                           | Pu                                           | Am                                           | Cm                                           | Bk                                           | Cf                                           | Es | Fm | Md | No | Lr |    |

276Cn · 277Cn · 278Cn · 279Cn · 280Cn · 281Cn · 282Cn · 283Cn · 283mCn · 284Cn · 285Cn · 285mCn